# Reginald Heber
Reginald Heber, född 21 april 1783 och död 3 april 1826. Engelsk biskop i Indien och psalmförfattare. Nio av hans psalmer publicerades i The Church Hymn book 1872, varav Holy, holy, holy är denna psalmboks första psalm.  Han är representerad med fyra psalmtexter i Svenska Missionsförbundets sångbok 1920 (SMF 1920).

## Psalmer
- Från Lapplands fjäll och sjöar (nr 666 i FA:s sångbok 1990 i översättning av Betty Ehrenborg-Posse)
- Guds Son sig ut i strid beger (nr 291 i SMF 1920 i översättning av Erik Nyström)
- Helig, helig, helig (nr 10 i SMF 1920 och nr 3 i ekumeniska delen av den svenska psalmboken)
- Klaraste stjerna på himmelens (nr 62 i Hemlandssånger 1891)
- Stjärna, som lyste bland morgonens söner (nr 96 i SMF 1920 i översättning av Erik Nyström). Tidigare översatt för Svensk söndagsskolsångbok 1908 med titelrad Stjärna, som lyste för Österlands söner.
- Till polens kalla gränser (nr 544 i Nya Pilgrimssånger 1892, nr 414 i Metodistkyrkans psalmbok 1896  med inledningsraden Från Grönlands frusna fjellar och nr 605 i SMF 1920, i översättning av Betty Ehrenborg-Posse.) Finns på Wikisource.

### Engelska psalmtitlar[7]
- Beneath our feet, and o'er our head (1344/1872 diktad 1812.)
- Brightest and best of the sons of the morning (415/1872 diktad 1827.)
- Forth from the dark and stormy sky (1069/1872 diktad 1820.)
- From Greenland's icy mountains (1242/1872 diktad 1819.)
- Holy, holy, holy (1/1872 diktad 1827.)
- Hosanna to the living Lord (130/1872 diktad 1811.)
- Spirit of truth, on this thy day (322/1872 diktad 1812.)
- The Lord will come, the earth will quake (1409/1872 diktad 1811.)
- Thou art gone to the grave (1379/1872 diktad 1812.)